# Sexpräbendar

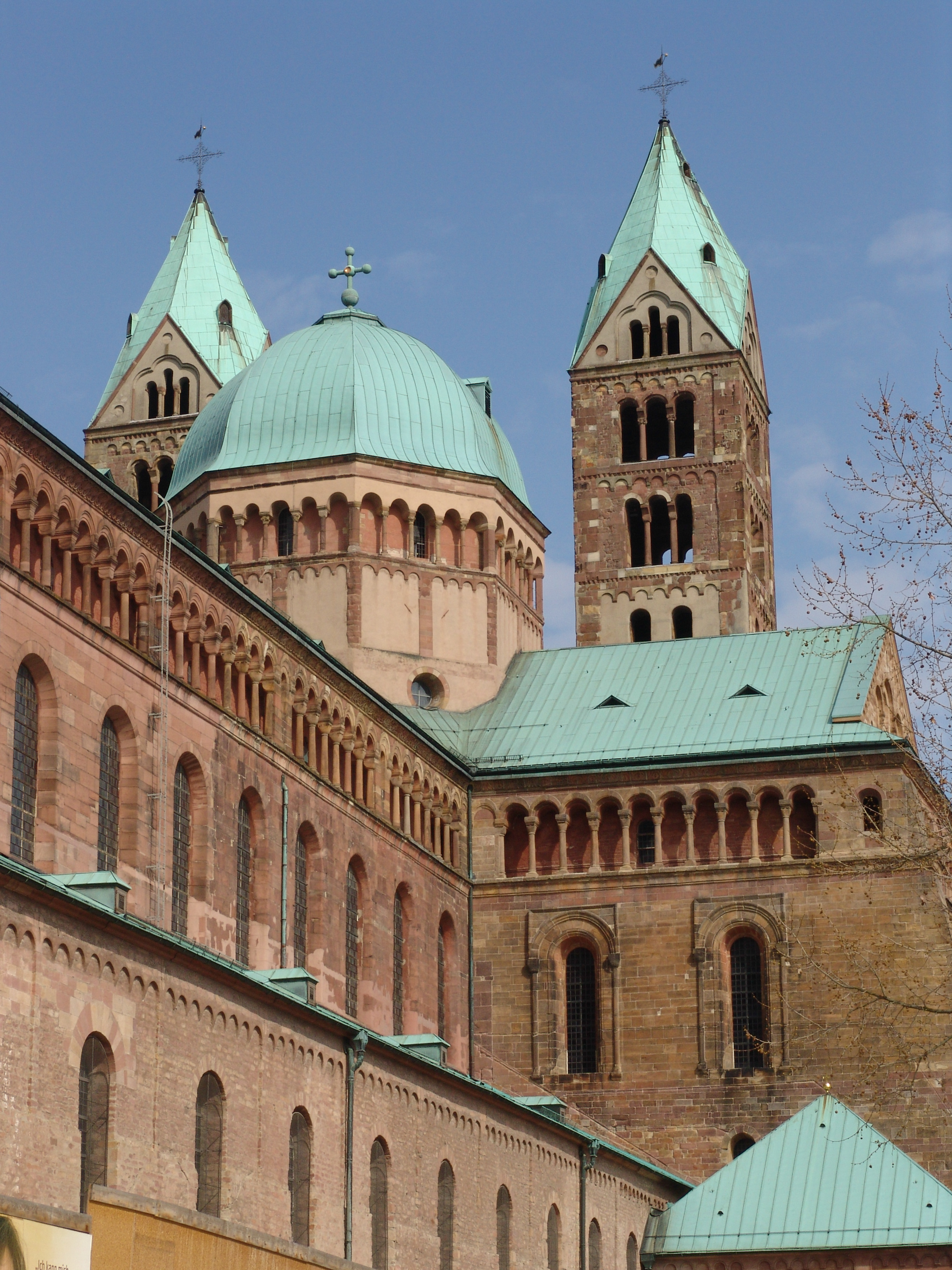
Der Dom zu Speyer

Die Sexpräbendare (von mittellateinisch sex „sechs“ und praebendarius „Unterhaltsempfänger“), auch Sechspfründner, waren eine Gruppe von in der Regel sechs Priestern am Speyerer Dom.

## Geschichte
Das Amt der Sexpräbendare tritt am Speyerer Dom etwa vom 12. bis zum 18. Jahrhundert auf.
Da die adeligen Domherren zum Eintritt ins Domkapitel lediglich die Weihe zum Subdiakon benötigten und viele von ihnen oftmals auch später keine höhere Weihe mehr empfingen, stellte sich allmählich ein Mangel an Priestern ein, welche die täglichen Gottesdienste in der Kathedrale halten konnten. Dies war damals ein generelles Problem von Dom- und Stiftskapiteln.

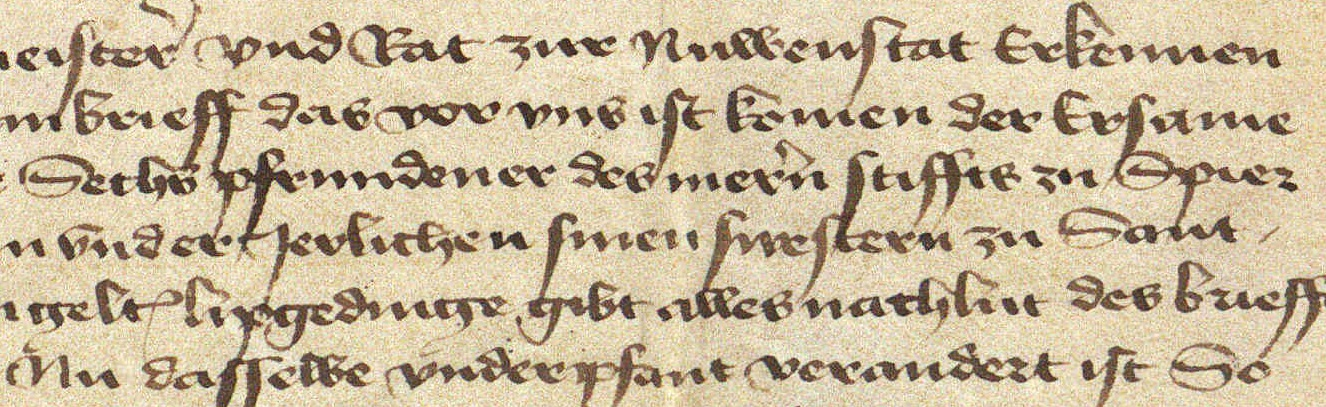
Urkundenausschnitt von 1459, mit dem Schriftzug „Sechspfründener des Merestifts (=Domstift) zu Speyer“

Am Speyerer Dom half man sich über diesen Missstand mit dem Amt der Sexpräbendare bzw. Sechspfründner hinweg.
Für die Domkapitulare existierten hier ursprünglich insgesamt 40 Pfründen. Sechs von ihnen löste man heraus und vergab sie an sechs nicht adelige Priester (daher der Name Sexpräbendar/Sechspfründner). Sie hatten das Chorgebet zu besuchen und zusammen mit denjenigen Domherren, welche die Priesterweihe empfangen hatten, die täglich anfallenden Messen zu zelebrieren. Dabei gehörten die Sexpräbendare jedoch nicht dem Domkapitel an und hatten auch kein Stimmrecht in den Kapitelsitzungen. Sie waren lediglich Vertreter der Kapitulare in den geistlichen Funktionen, für die die Priesterweihe nötig war.
Festliche Hochämter wurden oft levitiert, d. h. zwei weitere Kleriker, im Range eines Diakons und eines Subdiakons, genannt Leviten, unterstützten den zelebrierenden Priester zur Hebung der Festlichkeit. Deshalb benötigte man an Feiertagen zusätzlich eine Klerikergruppe, welche mindestens die Diakonatsweihe haben musste. Man nahm daher zwei weitere Domherrenpfründen, halbierte sie und vergab sie an vier nicht adelige Kleriker. Diese nannte man in Speyer Semipräbendare, und sie hatten bei den Hochämtern im Dom als Leviten zu fungieren.
Das Amt des Sexpräbendars ist auch am Ritterstift Wimpfen im Bistum Worms nachweisbar.
Die Pfarrei St. Dionysius in Brühl-Moos besitzt einen 1591 datierten Messkelch mit Stiftergravur von Beatus Moses (* um 1535/40; † 1602), Generalvikar der Diözese Speyer, auf dem er als „Sexpräbendar in Speyer“ bezeichnet wird. Ein berühmter Sexpräbendar war Rutger Edinger (* um 1545) aus Köln, Wohltäter des Franziskanerklosters Speyer, der sich als Liturgiker und früher Übersetzer von Psalmen und Messtexten verdient machte.